# Kiril Metkov
Kiril Metkov (1º febbraio 1965) è un ex calciatore bulgaro, di ruolo centrocampista.

## Carriera

### Club
Ha giocato con il Lokomotiv Sofia, il CSKA Sofia, i giapponesi del Gamba Osaka ed infine nello Slavia Sofia. 

### Nazionale
Ha disputato nove incontri con la maglia della nazionale di calcio della Bulgaria.